# Hypnum hampei
Hypnum hampei là một loài Rêu trong họ Hypnaceae. Loài này được Kindb. mô tả khoa học đầu tiên năm 1888.